# 东姑阿都拉曼
东姑阿都拉曼·阿都哈密哈林沙（1903年2月8日—1990年12月6日）是马来西亚首任首相，被尊為国父。
他在任内主导马来亚联合邦走向独立，并于1957年成为第一任首相，1970年因五一三事件辞职。其执政期间被认为推崇多元族群和温和伊斯兰路线，但也被批评对马来人与非马来人之间的经济鸿沟应对不力，以及在五一三事件前后处理族群关系与政局失控。
他亦因与合并的新加坡摩擦不断，最终在1965年促成新加坡脱离马来西亚。1990年病逝，享年87岁。

## 早年
1903年2月8日，东姑阿都拉曼出生于吉打州亚罗士打的皇宫。他的父亲是吉打州第25任统治者苏丹阿都哈密哈林沙，母亲是苏丹的第四位王妃Cik Menyelara（娘家姓Nueng Nonthanakorn）。他在家中排行第七，但因是庶子，不具吉打王位继承权。
东姑童年居住在皇宫。据称他常与平民儿童玩耍，母亲虽不赞成，但因照顾苏丹事务繁忙而未加干涉。20世纪初的吉打常见流行病如疟疾与霍乱，据说他的两位兄长及一位姐姐曾死于霍乱，他本人也患过疟疾，直至1920年前往英国前才康复。
据传他四岁时曾试图躲避疫苗接种，但最终仍被接种。

### 奖学金与英国求学
16岁时，东姑获得奖学金赴英国剑桥大学圣凯瑟琳学院学习。他从新加坡登船，途中经停巴生河时再次染上疟疾，航行期间持续发烧。
1920年初，他抵达英国蒂尔伯里（Tilbury），之后由一位名为Eccles的代表接待，并被安置在杭廷顿附近的Little Stukeley村。当地一名牧师Edgar Vigers以辅导学生为业，东姑与其他包括几位暹罗（今泰国）学生一同接受辅导。
在乡村生活期间，东姑逐渐适应新环境，与当地青少年踢足球，并加入地方球队担任边锋。
一年后，他认为自己学习进展不大，遂在监护人Ezekiel安排下前往剑桥，接受导师巴兹尔·阿特金森（Basil Atkinson）指导，准备大学入学考试Littlego。他通过考试后，进入剑桥大学攻读本科生课程，并入住圣凯瑟琳学院的住宿。
吉打摄政当局期望他修读法律，以便日后服务政务体系，但他选择攻读普通学位而非荣誉学位。当时剑桥的马来西亚学生极少，他的社交圈主要包括英国与来自其他亚洲国家的学生。他亦参与学院足球队，并在夏季打网球。据说他曾教授厨房厨师烹饪马来食物，亦因拥有一辆Riley跑车而颇受注目。
1925年，他完成学业并获得文学学士学位。

## 在吉打州的职业生涯
1931年1月，东姑被任命为吉打州民政府的学徒，他被送到居林做地区的助理行政官员。1956年，为了解决馬來亞緊急狀態，东姑、陈平、大卫·马绍尔等人在吉打华玲举行「华玲会谈」（英語：Baling Talks）；最终和谈破裂，因为东姑要求投降，而马来亚共产党不接受。

## 首相（1957年至1970年）

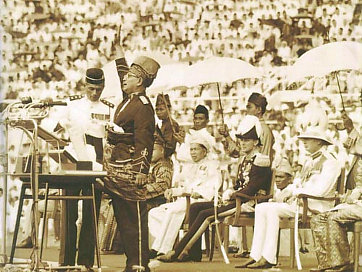
東姑在1957年宣布马来亚联合邦独立

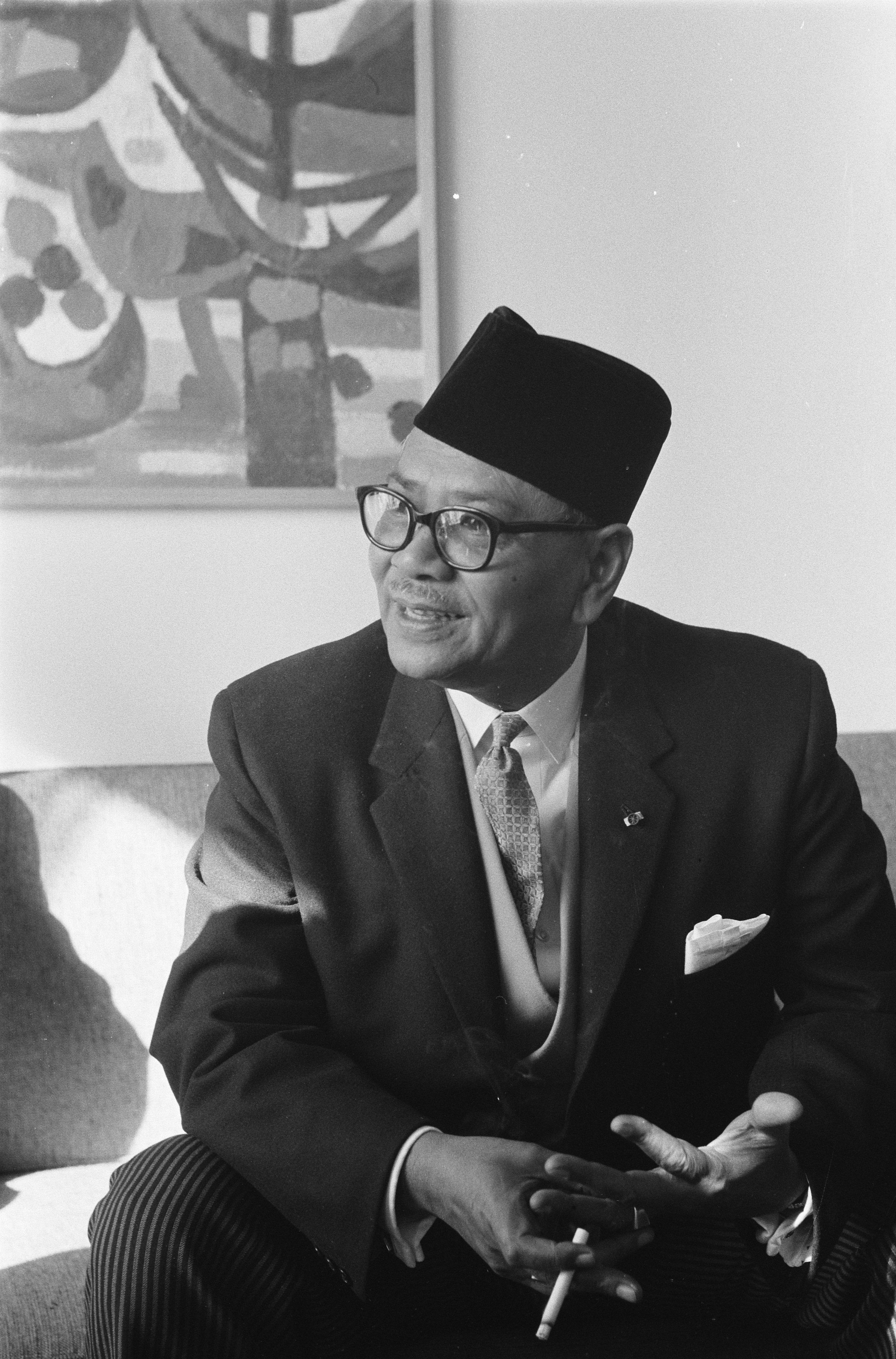
1960年5月26日，东姑访问荷兰

1957年8月31日，东姑领导马来亚联合邦取得独立，成为马来亚第一任首相。1961年，他提出成立一个包括马来亚、新加坡、沙巴、砂拉越与汶莱的马来西亚联邦。该计划于1963年9月16日正式实现，唯汶莱最终未加入联邦。
新加坡加入联邦后，中央与地方之间的政治分歧逐渐加剧。随着联邦内的族群结构改变，政治紧张升温，尤其是在人民行动党计划在马来亚联合邦竞选，引发与执政联盟的摩擦。双方的政策立场和竞选举动违背了早期协议，引发中央与新加坡州政府之间的争议。1965年8月7日，东姑在吉隆坡的马来西亚国会建议议员支持一项关于新加坡退出联邦的动议。随后，马来西亚与新加坡正式分离，新加坡于1965年8月9日宣布独立。

1968年，东姑与印度总理英迪拉·甘地会面

1969年五一三事件发生后，东姑受到各方压力，于1970年9月21日宣布辞职，由敦阿都拉萨接任首相一职。当时马来西亚国会正处于暂停状态，继任安排由执政联盟协商决定。

## 个人生活
东姑一生至少结过四次婚，并育有多名孩子与养子女。
他首任妻子是华暹混血女子玛莉安·钟（Meriam Chong），为其朋友钟阿勇之女。她在改宗伊斯兰教后学习祈祷，并鼓励东姑一起遵守教义。两人婚后育有一女一子，分别是卡蒂加（Tunku Khadijah）和阿末·奈恩（Tunku Ahmad Nerang）。1934年，玛莉安因痢疾去世，死因与一次奎宁注射失误有关。
玛莉安去世后，东姑与他在英国留学期间的房东维列·库尔森（Violet Coulson）再婚。两人依照穆斯林习俗在新加坡结婚，Violet改名为Puteh Bte Abdullah。然而，由于未获吉打州统治者的批准，加上王室对异族通婚的反对，这段婚姻饱受压力。最终两人于1947年离婚。
后来，东姑与老朋友莎莉法·罗迪亚（Sharifah Rodziah Syed Alwi Barakbah）结婚。她出身于吉打州一户具阿拉伯血统的名门家庭。这段婚姻并无子嗣，但两人共同领养了四名子女：苏莱曼（Sulaiman）、玛丽安（Mariam）、法丽达（Faridah）和孙女莎丽法·哈妮扎（Sharifah Hanizah）。
此外，东姑晚年曾秘密迎娶一名改宗伊斯兰教的华裔女子钟比比（Bibi Chong），两人育有两名女儿，诺哈雅蒂（Tunku Noor Hayati）与玛斯都拉（Tunku Mastura）。

## 逝世
東姑於1990年12月6日平靜地去世，享年87歲，隨後下葬於亞羅士打籠呀皇家陵園。政府首席秘书阿末沙基、首相马哈迪·莫哈末和其他重要領袖均隨侍在側，馬哈迪命令阿末沙基向全國與全世界宣布東姑拉曼的死訊。

## 争议

### “谁是马来亚人？”演说
1951年8月，东姑在接替翁惹化成为巫统主席后的首次巫统大会演说上曾说：“我们的民众说关于独立的事情应该交由马来亚人来决定。谁是马来亚人？这个国家从马来人的手中攫走，应当交回给马来人。也有人说马来亚联邦（Malayan Union）还未定义谁是马来亚人，那么就让我们马来人来决定谁是马来亚人。”东姑阿都拉曼在其致辞中随后提及，马来人与外族人（bangsa-bangsa asing）已经一起相处超过200年，一直相安无事，马来人也不会妒忌外族人，族群间的冲突是由外来人所挑唆引起的（hasutan-hasutan daripada luar）。他说：“当马来人群起抗议马来亚联邦条约时，外族人只是袖手旁观，因为他们认为这与他们无关，他们在马来亚只是为了谋生和累积财富，他们争取应有的权益只不过是为了捍卫他们当前所得。我们尊重他们的权益，对于他们的要求我们将会重新给予审视与考量。”“我所认知的华人与印度人都不想成为马来亚人。他们钟情于本身的母语和族群。这是为何他们反对巴恩报告书（Penyata Pelajann Barnes）。如果将独立事宜交给还没成型的‘马来亚人’，那么争执与混乱地发生将由此而起。”
马华公会领袖陈修信之后说到：“我记得在东姑阿都拉曼接替翁嘉化成为巫统主席后的首次演说上提及‘谁是马来亚人’时，我承认对于他的言论感到忧心。我当时认为这番言论暗示着生活在这国家的非马来人无权自称为马来亚人。自然的，我认为马华公会无法与巫统的新领导层持续合作下去。”

### 新马纠纷及分家

#### 分家前
1963年新加坡合并到马来西亚后，东姑与新加坡尤其是与其领导人李光耀关系并不和谐，甚至时常纠纷，最终导致新加坡于1965年8月被迫脱离马来西亚宣布独立。
1964年12月9日，东姑在新加坡大学医学院晚宴上发表讲话时说，新加坡“充满政治花招”，“比方说，你会发觉新加坡比马来西亚其他地方较少和谐的气氛……这就是我当初不急于把新加坡引进马来西亚的原因”。他说：“如果我们觉得哪一种征税看来行不通，或是引起反对，我们可加以修改……”但又说：“如果新加坡各种色彩和闪光（闪电是人民行动党的徽记）的政治人物不同意我的见解，唯一的解决办法便是脱离马来西亚，但这对新加坡和马来西亚来说都是天大的灾难。”

1964年12月19日，东姑在吉隆坡同李光耀会面时表示：
|                | 新加坡的华族沙文主义者和华族共产分子太多了，由于新加坡是个华人的州，你必须替华人做许多事，这不免会引起马来亚的某些反响。（来自马华公会的教育部长）李孝友现在想要在马来亚设立一所华文学院。一旦我们分开，你们就可以有不同的做法，你们可以承认南洋大学，你们的语文政策也可以有所不同，我们想清楚之后，可以通知英国。 |
| ——东姑阿都拉曼 | |

李光耀在其回忆录指多人指责他恶意中伤东姑、他的部长以及马来西亚。李光耀为此通过其政治秘书发表声明说，本身所说的一切都录了音，必要时可以检查，说过的一切都算数。李光耀在一次针对马来人特权发表其看法后，东姑警告新加坡的领袖说，在任何事情上，中央政府都不能任由州政府摆布，新加坡是在“张大了眼睛，自愿的情况下”加入联邦的，否则“新加坡也许会成为第二个古巴，我们的地位会维持不下去......所以中央政府才支持人民行动党，行动党获选执政后，我们认为新加坡不再受到共产党人的威胁，却万万料不到行动党的领袖原来打算共同治理马来西亚。我们认为这是不行的，因为联盟够强大，能自行治国”。

1965年5月27日，李光耀在马来西亚联邦国会做了重要的一次发言，其对象包括受《马来前锋报》日日进行反人民行动党、反李光耀和反华宣传影响的许多马来国会议员。李光耀提出修正动议，对施政方针没有向国家保证马来西亚将继续根据民主宪法的规定，朝“马来西亚人的马来西亚”的方向前进而表示遗憾。李光耀的发言也再度提到马来人特权，他说：
|  | 如果我们欺骗人民，使他们相信他们之所以穷，是因为没有特权，或者是因为国会里的反对党议员反对马来人的权利，那会导致怎样的后果？你让甘榜（乡村）里的人们相信，因为我们不会说马来语，政府文件不用马来文，他们才会穷，他们就会期待1967年（马来语成为国语和唯一官方语言的一年）出现奇迹：一旦我们大家都开始说马来语，他们的生活水平就会提高。但是如果这种情形没出现，会有什么事情发生？ |

|          | 另一方面，每逢经济、社会和教育政策失败时，你都重复说，哦，这些邪恶的华人、印度人和其他的人反对马来人的权利。他们并不反对马来人的权利。作为马来西亚公民，马来人有权提升自己的培训和教育水平，同竞争能力比较强的社会、非马来人的社会达到的水平一样。该做的就是这样的事，难道不是吗？而不是向他们灌输这种隐晦的理论：只要让少数特殊的马来人获得马来人的权利，他们的问题就解决了…… |
| ——李光耀 | |

李光耀的发言使包括东姑在内的马来国会议员不安，以致时任议长裁决，对于反对李光耀论点的发言，李本人没有机会答复。时任副首相敦阿都拉萨在总结辩论时对李光耀做出了百般指责，包括指他存心制造混乱和麻烦，希望成为能拯救国家的领袖；是个擅长无中生有、危言耸听的高手；歪曲事实，使人们产生怀疑；打算使国家一分为二：“一个是马来人的马来西亚，一个是李光耀的马来西亚”。结束时阿都拉萨满怀仇恨地说：“人民行动党和联盟的分野眼下一清二楚，人民行动党（PAP）意味着使国家分裂和毁灭（Partition And Perish）。李光耀的发言是导致东姑最终决定将新加坡驱逐出马来西亚的直接原因之一。
1977年，东姑在其著作《回顾》书第120页写道：“最使人无法忍受的是李光耀在联邦国会中就‘感谢最高元首1965年5月发表御词的动议’提出修正时所发表的演讲。在这次演讲中，他提出了许多问题，最能容忍的国会议员都感到不耐烦。”（东姑之后将该书送给李光耀，在扉页上写道：送给对马来西亚的创立异常卖力，对马来西亚的分裂更加卖力的朋友李光耀——谨致问候。东姑阿都拉曼 1977年5月26日）五年之后，1982年东姑告诉一本书的作者（这本书的内容同新加坡有关）：“他（李光耀）马来语说得比我好，便自以为名正言顺地跟我一样，有资格成为马来亚的领袖。”

#### 分家后
即使新加坡已独立出去，东姑领导的马来西亚依旧和新加坡有过纠纷。1966年4月，新加坡总理李光耀离开新加坡两个月。在此期间，东姑、副首相阿都拉萨、加查利群起攻击时任新加坡副总理杜进才和李光耀，因新加坡看似准备在马来西亚之前同印尼重建邦交。东姑恫言要采取报复行动。杜进才对印尼决定承认新加坡表示欢迎，马来西亚政府却对此十分不高兴，还发出声明：
|                | 新加坡决定欢迎印尼承认它，清楚显示新加坡将会跟印尼有某种联系或交往，因此将会有印尼人到新加坡去，显然地，这么一来，我们的安全将受到威胁，因为印尼一再重申要加紧同马来西亚对抗，因此，马来西亚不得不继续采取一切必要措施，保障它的利益和安全。 |
| ——马来西亚政府 | |

紧接着在4月18日，马来西亚内政部长伊斯迈阿都拉曼宣布限制持新加坡身分证的人通过长堤入境，新措施立即生效。
在1969年马来西亚大选竞选期间，联盟领袖对新加坡领袖做出无稽的指责，妄说新加坡领袖干预其政治。时任马来西亚财政部长兼马华公会总会长陈修信说，他有“确凿的证据”可以证明，前身是马来西亚人民行动党的民主行动党，若不是拿新加坡政府的钱，就是拿人民行动党的钱。新加坡外交部长拉惹勒南向马来西亚最高专员表达了该国对此事的关注，最高专员也同意这些言论产生了反效果，然而两天后，拉惹勒南向李光耀报告说，东姑支持陈修信发表的谈话，声称他们掌握的证据显示所做出的指责属实。东姑过后在一个竞选群众大会上说，新加坡的人民行动党领袖企图争夺马来西亚政府的政权，并说：“由于深知不可能赢得华人的选票，所以行动党别无选择，惟有分裂马来人。因此，他们利用泛马回教党作为他们的代理人。”东姑阿都拉曼表示提供资金给回教党的那个人已被禁止再进入马来西亚，却拒绝透露此人的身分。身在伦敦的李光耀写了一封信给新加坡国防部长林金山称：“对于东姑阿都拉曼和陈修信的荒唐指责，说我们介入了他们的选举，我有点给搞糊涂了。”
2000年9月，李光耀出版《李光耀回忆录1965-2000》写道：“分家的时候，东姑没料到我们会取得成功，他甚至利用三个施压手段要我们听命于他：军事、经济和水供，我们建立了新加坡武装部队，抗衡了军事压力。在经济方面，我们也超越了马来西亚和本区域，同工业国建立了联系。在水供方面，我们有了其他办法。我们的蓄水池能供应40%的家庭用水，再加上好好利用现代科技，如海水淡化、反渗透法、污水再循环，我们应付得了。”

### 评论五一三事件
1969年9月23日，种族骚乱五一三事件爆发数个月后，东姑在其袖珍版新著作《5月13日前后》将该事件归咎于马来亚共产党，并认为5月14日聚集在吉隆坡的马来人只是在回应马共“不可容忍的挑衅”（Intolerable provocations）。然而，马来西亚政府的官方报告并未将五一三事件的肇因归咎于马共，而是源于族群间的政治、经济实力差异。

## 评价
马来西亚第四任首相马哈迪·莫哈末于1991年8月30日（国庆日前夕）赞扬包括东姑在内的三位已故前首相。马哈迪说，东姑阿都拉曼成功游说马来西亚三大民族团结一致，争取独立，最终，马来西亚得以在不必流血的情况下，取得独立。他说，如果当时马来联邦各族没有达致共识，英国不会应允独立，届时，将发生武力争取独立事件。马哈迪说，东姑过后也让沙巴和砂拉越加入，组成马来西亚，领导马来西亚期间，东姑付出许多精力和时间促进国家团结及发展，所以被尊称为“国父”或“独立之父”。

## 纪念
马来西亚有许多地方以他的名字命名，一些是取自其名Tunku Abdul Rahman，另一些则是取自Putra Al-Haj
- 布城
  -  KT3  布城中央车站
  - 布城首相署
  - 布特拉桥
- 博特拉大学
- 拉曼大学（优大）
- 拉曼理工大学
- 东姑阿都拉曼国家公园，马来西亚第一座海洋型国家公园
- 东姑阿都拉曼基金会（英语：Tunku Abdul Rahman Foundation）
- 东姑阿都拉曼号潜艇，马来西亚皇家海军首艘潜水艇
- Tunku Abdul Rahman Putra Football Cup
- 布特拉专科医院（英语：Putra Specialist Hospital）
- 布特拉世界贸易中心（英语：Putra World Trade Centre）
  -  SP4  AG4  布特拉世界贸易中心站
  -  KA04  布特拉站
- Jalan Tunku Abdul Rahman in George Town, Penang
- Bukit Tunku in Kuala Lumpur
- Jalan Putra in Alor Setar, Kedah
- Sekolah Menengah Kebangsaan Tunku Abdul Rahman in Alor Setar, Kedah
- Memorial Tunku Abdul Rahman Putra Al-Haj in Alor Setar, Kedah
- Tunku Abdul Rahman Bridge in Prai, Penang
- Tunku Abdul Rahman Putra Mosque in Kuala Kedah, Kedah
- Tunku Abdul Rahman Putra Mosque in Lunas, Kedah
- Tunku Abdul Rahman Putra Memorial, a memorial in 吉隆坡
- Kolej Tunku Abdul Rahman, a residential college at 马来西亚玻璃市大学（英语：Universiti Malaysia Perlis）, 亚娄, 玻璃市
- Kolej Tunku Abdul Rahman, a residential college at 玛拉工艺大学, 马樟, 吉兰丹
- Kolej Rahman Putra, a residential college at 马来西亚工艺大学，士古来，柔佛

## 著作
- 《513前后》（13 Mei : Sebelum dan Selepas 1969）[17]

## 榮譽與獎項

### 马来西亚勋章
- 马来西亚 : 
  -  联邦王室勋章 (DMN) (1970)[18]
- 吉打:
  -  吉打乌达玛勋章 (DUK) – 拿督斯里乌达玛 (1958)[19]
  -  吉打王室勋章 (DK) (1982)
- 柔佛:
  -  柔佛王室一级勋章 (DK I) (1961)[20]
- 吉兰丹:
  -  吉兰丹王室勋章 (DK) (1970)
- 玻璃市:
  -  端姑赛布特拉王室勋章 (DK) (1965)[21]
- 雪蘭莪 :
  -  雪兰莪王冠斯里勋章 (SPMS) – 拿督斯里 (1961)[22]
  -  雪兰莪王室一级勋章 (DK I) (1965)[23]
- 登嘉樓 :
  -  登嘉楼王室一级勋章 (DK I) (1964)[24]
- 马六甲 :
  -  马六甲乌达玛勋章 (DUNM) – 拿督斯里乌达玛 (1985)

### 共和联邦勋章
- -  汶莱皇室最高勋章 (DK) – 拿督莱拉乌达玛 (1959)[25]
  -  汶莱第一等王冠勋章 (SPMB) – 拿督斯里巴杜卡 (1958)[26]
- -  澳大利亚同伴勋章荣誉成员 (AC) (1987)[27]
- 英国
  -  名誉勋位荣誉成员 (CH) (1961)[28]

### 外国勋章
- 比利时
  -  比利时王国皇冠勋章大十字级 (1958)
- 柬埔寨
  -  友好合作勋章大十字勋位 (1962)
- 菲律賓
  -  西卡图纳勋章大链章级 (1959)
- -  建国勋章（大韩民国章） (1965)
- 泰國
  -  朱拉隆功勋章一级 (1958)
- 越南共和国
  -  保国勋章第一等 (1965)[29]